# ریچارد دوم (فیلم)
ریچارد دوم (انگلیسی: Richard II) یک تله‌فیلم بریتانیایی بر پایهٔ نمایشنامهٔ ریچارد دوم اثر ویلیام شکسپیر است که در سال ۲۰۱۲ از شبکهٔ بی‌بی‌سی دو پخش شد و جزئی از سریال تلویزیونی تاج توخالی بود.

## بازیگران
- بن ویشاو در ریچارد دوم
- روری کینیار در هنری چهارم
- پاتریک استوارت در جان گونت
- دیوید سوشی در نقش ادموند، دوک یورک
- کلمانس پوئزی در نقش ملکه
- دیوید موریسی
- تام هیوز
- جیمز پیورفوی
- لینزی دانکن
- فردیناند کینگزلی
- هری هدن-پیتن
- تام گودمن-هیل
- آدریان شیلر
- فینبار لینچ
- لوسین مساماتی
- ریچارد برمر
- دیوید بردلی
- ساموئل روکین